# Tyrrhena Terra
Tyrrhena Terra es un área grande en Marte, centrada al sur del ecuador marciano e inmediatamente al noreste de la cuenca Hellas. Sus coordenadas son 14.8°S 90°E, y cubre 2300 km en su extensión más amplia. Recibió su nombre de una de las características de albedo en Marte y se encuentra en el cuadrángulo de Mare Tyrrhenum. Tyrrhena Terra es típica de las terrae del sur de Marte, con tierras altas llenas de cráteres y otros terrenos accidentados. Contiene el gran volcán Tyrrhena Patera, uno de los volcanes más antiguos de Marte. Su cráter más grande es Herschel. Licus Vallis y Ausonia Montes son otras características importantes de la región. Algunos canales y dunas son visibles en Tyrrhena Terra, como se muestra en las imágenes a continuación.

## Galería

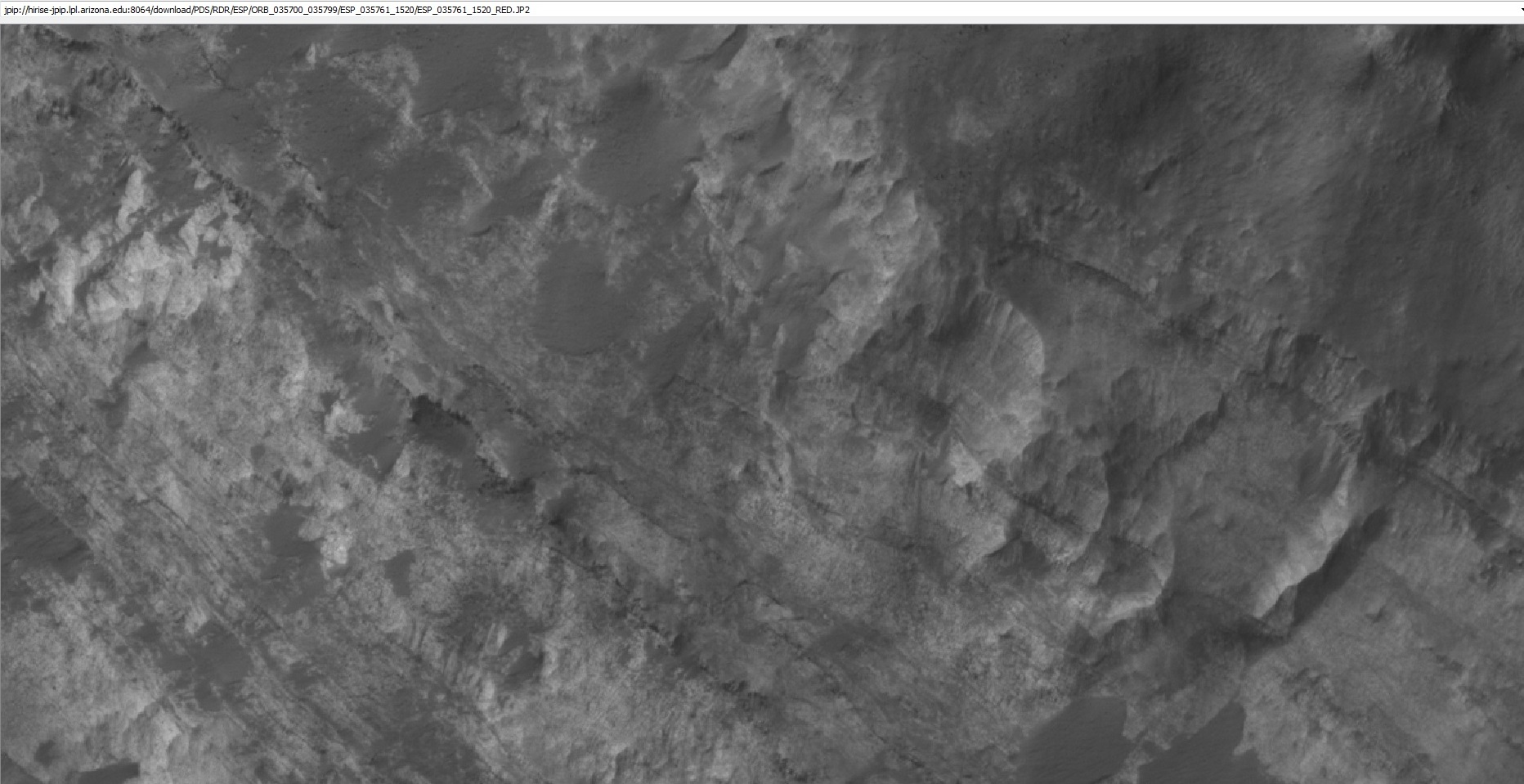
Capas en un valle al este del cráter Terby, visto por HiRISE bajo el programa HiWish. La ubicación está en el cuadrángulo de Iapygia.
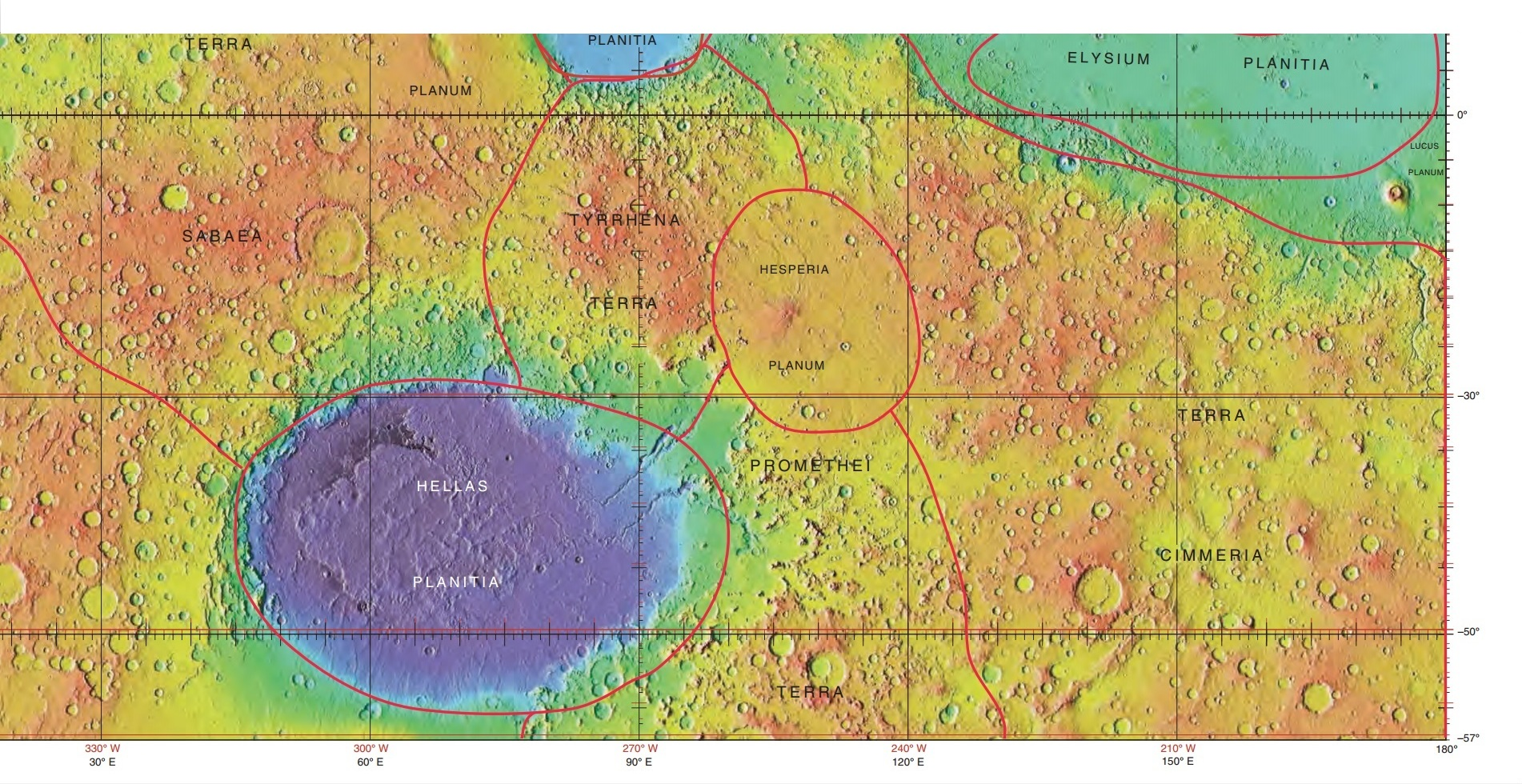
Mapa MOLA que muestra los límites de Tyrrhena Terra y otras regiones cercanas
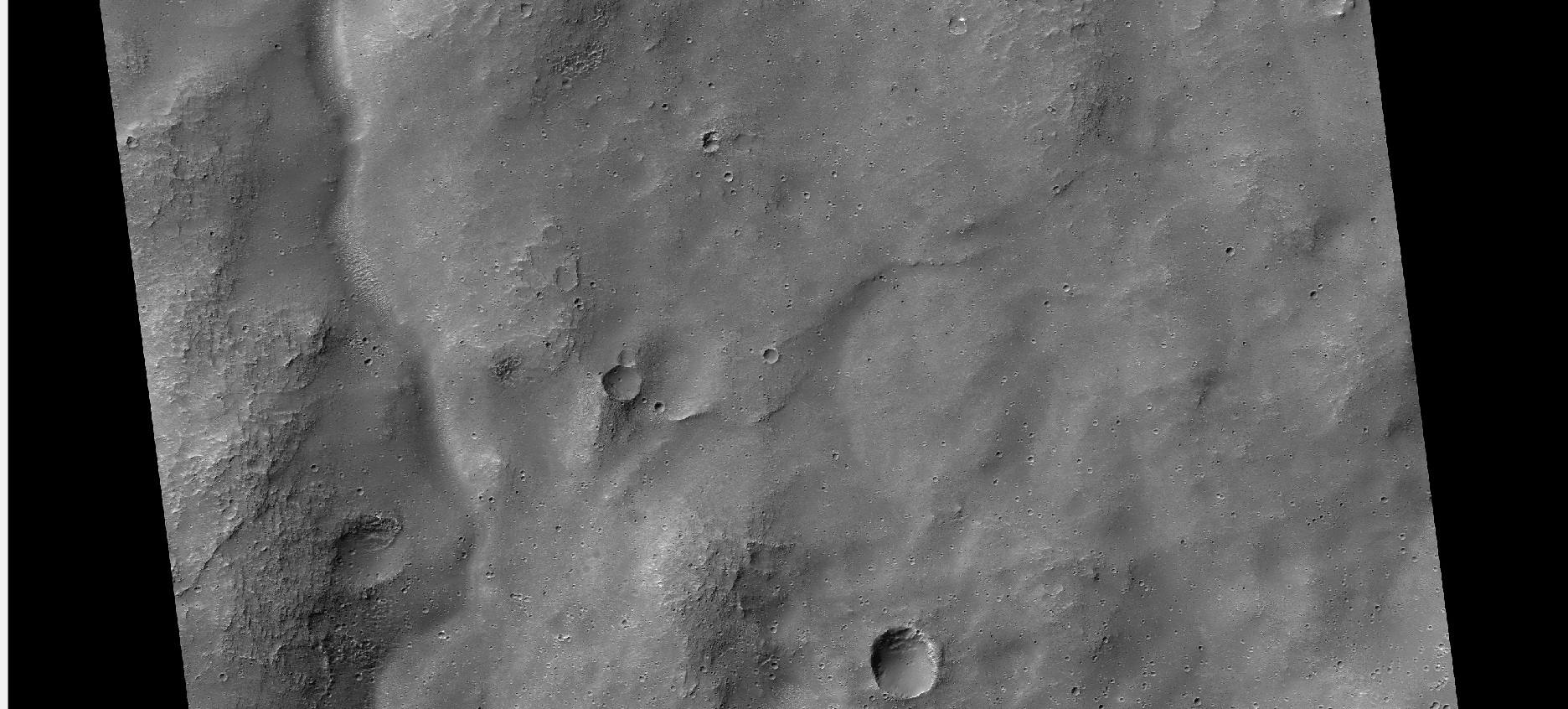
Canal en Ausonia Mensa, visto por HiRISE bajo el programa HiWish
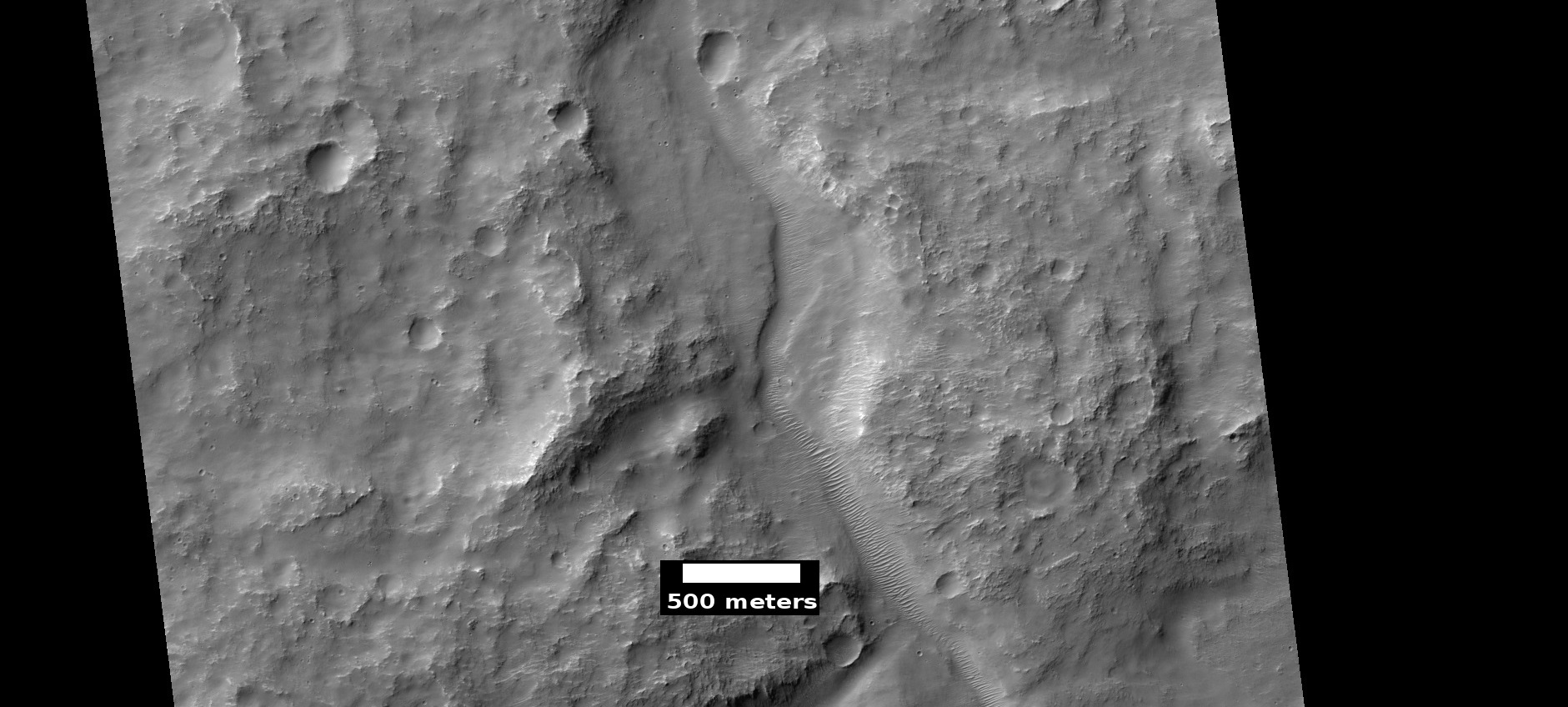
Canal dentro de un canal más grande, como lo ve HiRISE en el programa HiWish
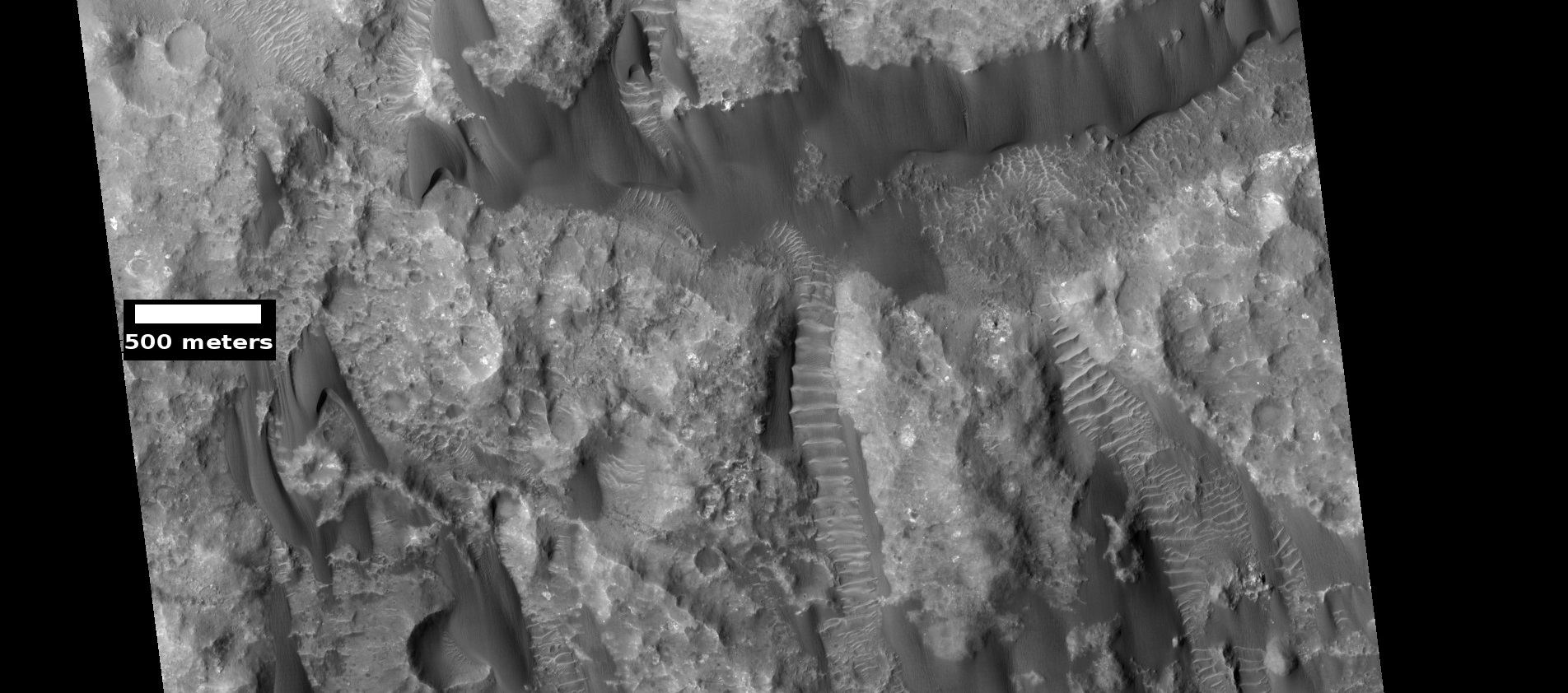
Dunas en el cráter, vistas por HiRISE bajo el programa HiWish.
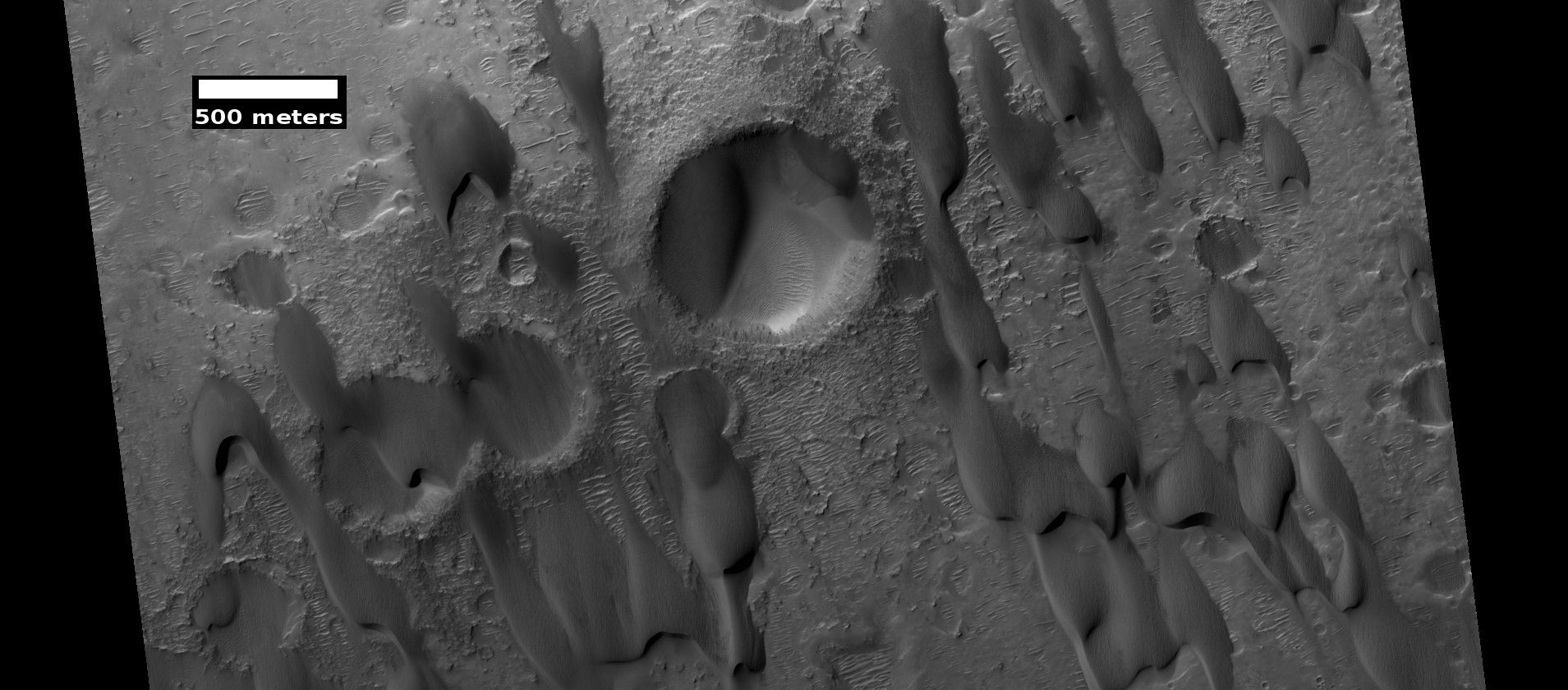
Dunas entre cráteres, vistas por HiRISE bajo el programa HiWish.
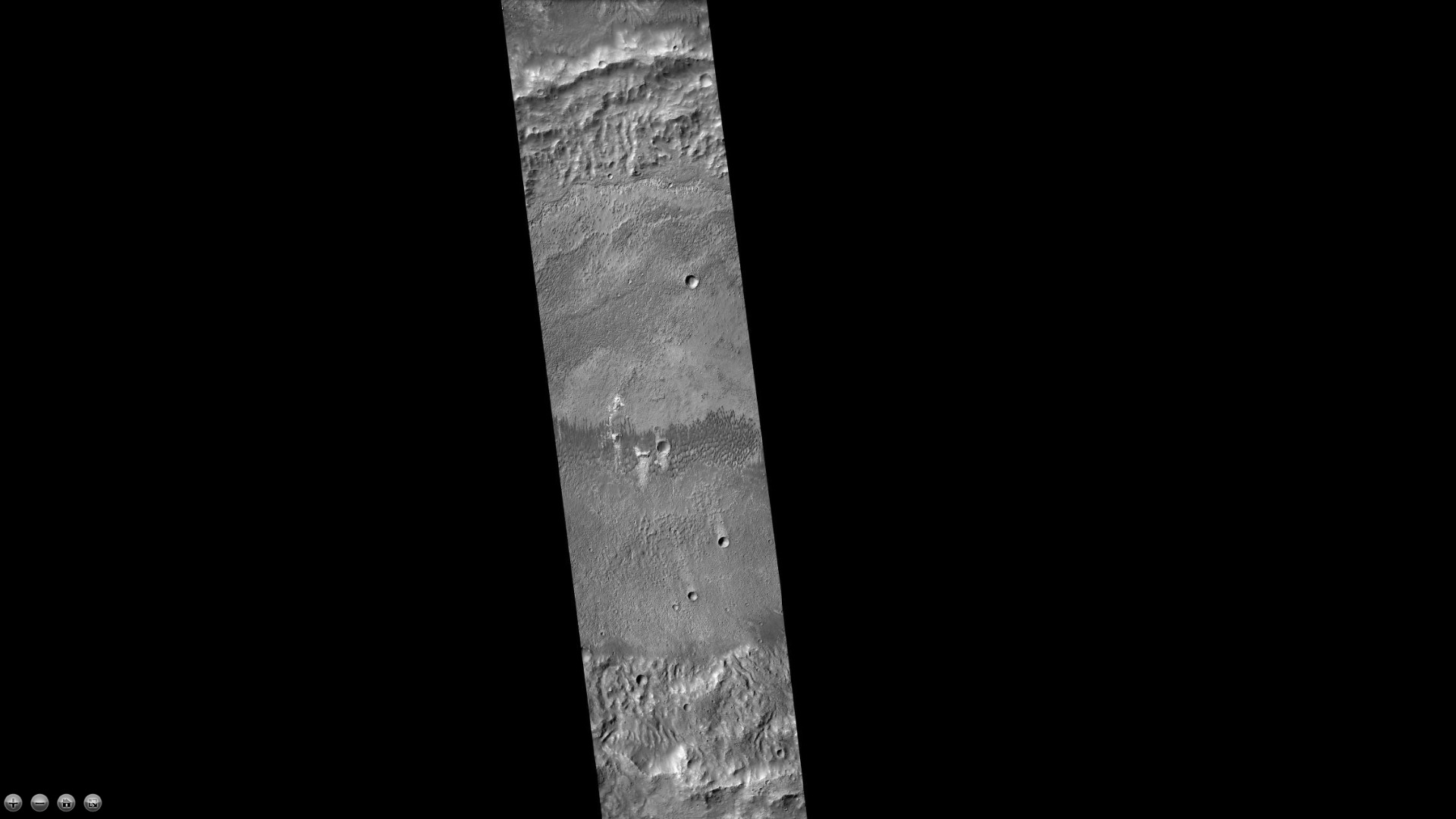
Cráter Briault, visto por la cámara CTX (Mars Reconnaissance Orbiter).
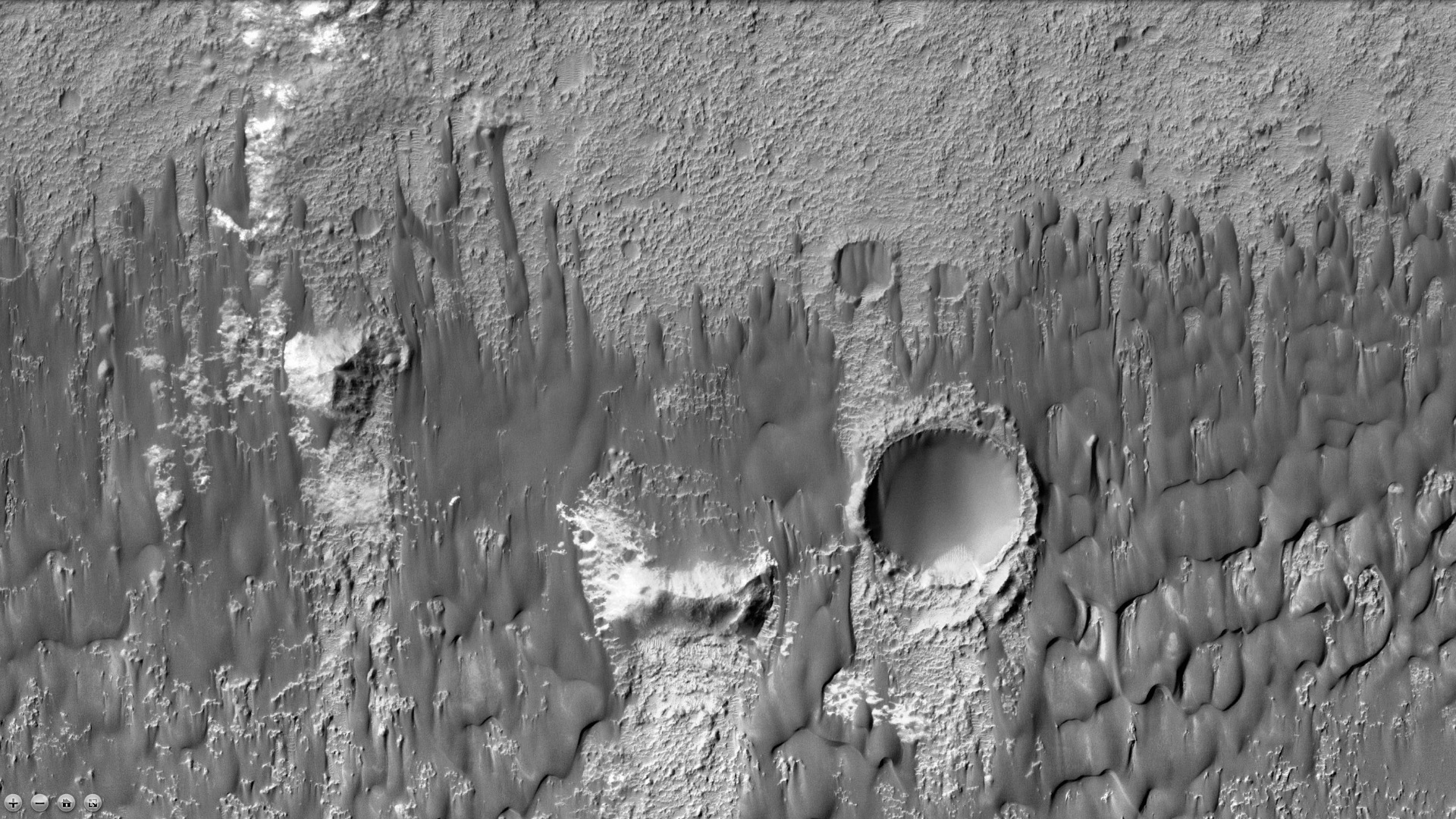
Dunas en el suelo del cráter Briault, vistas por la cámara CTX (en Mars Reconnaissance Orbiter). Nota: esta es una ampliación de la imagen anterior del cráter Briault.